# Like a Boy
„Like a Boy” este un cântec al interpretei americane Ciara. Piesa a fost compusă de Calvo Da Gr8, fiind inclusă pe cel de-al doilea material discografic de studio al artistei, Ciara: The Evolution. Înregistrarea a fost lansată ca al doilea single al albumului în luna februarie a anului 2007. 
Înregistrarea a devenit unul dintre cele mai cunoscute cântece ale Ciarei la nivel mondial, ocupând poziții de top 10 într-o serie de clasamente din lume.

## Lista cântecelor
Disc single distribuit prin iTunes
- „Like a Boy” - 3:57 (versiunea de pe album)

## Clasamente
| Clasament                       | Poziția maximă | Referință |
| ------------------------------- | -------------- | --------- |
| Austria Singles Chart           | 48             | [ 2 ]     |
| Bulgaria Singles Chart          | 3              | [ 2 ]     |
| Belgium Singles Chart (Flandra) | 52             | [ 1 ]     |
| Belgium Singles Chart (Valonia) | 48             | [ 1 ]     |
| European Hot 100                | 26             | [ 3 ]     |
| France Singles Chart            | 20             | [ 2 ]     |
| Germania Singles Chart          | 29             | [ 2 ]     |
| Ireland Singles Chart           | 11             | [ 2 ]     |
| Noua Zeelandă Singles Chart     | 29             | [ 2 ]     |
| Sweden Singles Chart            | 8              | [ 2 ]     |
| UK Singles Chart                | 16             | [ 2 ]     |
| U.S. Billboard Hot 100          | 19             | [ 2 ]     |